# Megachile zapoteca
Megachile zapoteca är en biart som beskrevs av Cresson 1878. Megachile zapoteca ingår i släktet tapetserarbin, och familjen buksamlarbin. Inga underarter finns listade i Catalogue of Life.